# 자케 리미티드
자케 리미티드(Zakeh Limited)는 2007년 12월 13일 레바논 출신의 폴 살라메(Paul Salameh)가 설립한 키프로스의 기업이다. 자케 리미티드의 가장 유명한 게임으로는 포우가 있다.